# Онтаріо (аеропорт)
Міжнародний аеропорт Онтаріо (IATA: ONT, ICAO: KONT, FAA ідент. місц.: ONT) – аеропорт, який знаходиться у двох милях на схід від міста Онтаріо у окрузі Сан-Бернардіно (Каліфорнія).